# Raticate
Raticate is een Pokémon uit de eerste generatie. Hij is de geëvolueerde vorm van Rattata. Hij is veel tegen te komen in Johto en Kanto. Raticate heeft de abilities Run Away en Guts. Raticate kan een aantal sterke aanvallen leren waaronder crunch en bite. 
Bij Raticate is er een verschil tussen en mannelijke en vrouwelijke pokémon: bij mannetjes zijn de snorharen langer. Dat verschil geldt ook voor Rattata.

## Ruilkaartenspel
Er bestaan acht standaard Raticate-kaarten (waarvan één enkel in Japan uitgebracht is), twee Dark Raticate, twee Lt. Surge's Raticate en één Raticate G-kaart. Allemaal hebben ze het type Colorless als element, met uitzondering van één Dark Raticate-kaart, die type Darkness heeft.

### Raticate (Arceus 29)
Raticate (Japans: ラッタ Ratta) is een Colorless-type Stadium 1 Pokémonkaart. Het maakt deel uit van de Arceus expansie. Hij heeft een HP van 70 en kent de aanvallen Recruit en Extend Fang.

### Raticate (Undaunted 34)
Raticate (Japans: ラッタ Ratta) is een Colorless-type Stadium 1 Pokémonkaart, uitgebracht in de Undaunted expansie. Hij heeft een HP van 80 en kent de aanvallen Razor-Sharp Incicors en Gnaw Up.

### Raticate G (Supreme Victors 78)
Raticate G (Japans: ラッタG[ギンガ] Ratta G [Galactic]) is een Colorless-type Stadium 1 Pokémonkaart. Het maakt deel uit van de Supreme Victors expansie. Hij heeft een HP van 70 en kent de aanvallen Find en Biting Fang.